# صحيفة الوحدة (سوريا)
صحيفة الوحدة صحيفة حكومية سورية يومية سياسية ومحلية واقتصادية وثقافية مختصة بفعاليات التي تقام في محافظة اللاذقية، تصدره عن مؤسسة الوحدة للصحافة والطباعة والنشر في مدينة اللاذقية.